# TV조선의 텔레비전 프로그램 목록
다음은 TV조선의 텔레비전 프로그램의 관련 작품을 통해 발표된 순서로 나열 및 정리한 것이다.
- 표기 방식
  - 장르 프로그램 제목 (방송 기간)

- 장르 구분

| S  | 보도 · 시사        |
| I  | 교양               |
| DO | 다큐멘터리         |
| V  | 연예 · 오락 · 예능 |
| M  | 음악               |
| Q  | 퀴즈               |
| DR | 국내 드라마        |
| F  | 외화 드라마        |
| AN | 만화 · 애니메이션  |

## ㄱ
- I 강상구의 감언이설 HD (2013년 2월 2일 ~ 2013년 3월 30일)
- S 강용석의 두려운 진실 HD (2012년 6월 9일 ~ 2012년 12월 30일)
- V 깨알정보쇼 알맹이 HD (2015년 7월 7일 ~ )
- V 거장, 전설을 만나다
- DR 결혼작사 이혼작곡 HD (2021년 1월 23일 ~ 2021년 3월 14일)
- DR 결혼작사 이혼작곡 2 HD (2021년 6월 12일 ~ 2021년 8월 8일)
- DR 결혼작사 이혼작곡 3 HD (2022년 2월 26일 ~ 2022년 5월 1일)
- DR 고봉실 아줌마 구하기 HD (2011년 12월 17일 ~ 2012년 4월 15일)
- S 고성국의 라이브쇼 HD (2017년 2월 7일 ~ 2017년 3월 31일)
- I 구조신호 시그널 HD (2017년 11월 3일 ~  2019년 3월 31일)
- I 굿모닝 정보세상 HD (2019년 5월 14일 ~ )
- AN 꼬마버스 타요 HD (2011년 12월 9일 ~ 2011년 12월 11일)
- V 글로벌 반상회 - 국제아파트 HD (2015년 9월 10일 ~ 2015년 10월 22일)
- DO 기막힌 세상 요지경 HD (2015년 3월 11일 ~ 2015년 4월 1일)

## ㄴ
- V 난생처음 HD (2015년 9월 13일 ~ 2015년 12월 26일)
- V 내일은 미스트롯 HD (2019년 2월 28일 ~ 2019년 5월 2일)
- V 내 딸 하자 HD (2021년 4월 2일 ~ 2021년 8월 21일)
- V 내일은 미스터트롯 HD (2020년 1월 2일)
- DR 너의 등짝에 스매싱 HD (2017년 12월 4일 ~ 2018년 3월 1일)
- S 뉴스와이드 참 HD (2012년 2월 6일 ~ 2013년 4월 7일)
- S 뉴스와이드 활 HD (2012년 11월 12일 ~ 2013년 4월 5일)

## ㄷ
- I 닥터의 냉장고 HD (2015년 7월 12일 ~ 2015년 7월 26일)
- SI 도사와 살아보기 HD (2013년 4월 25일 ~ 2013년 6월 8일)
- V 동고동락 HD (2011년 12월 7일 ~ 2012년 4월 28일)
- DR 대군 - 사랑을 그리다 HD (2018년 3월 3일 ~ 2018년 5월 6일)
- V 데이팅 인 더 다크 코리아 HD (2012년 1월 6일 ~ 2012년 3월 8일)
- V 뒤집는 퀴즈쇼 반전상회 HD (2017년 9월 10일 ~ )
- V 두번째 서른 HD (2019년 1월 2일 ~ 2019년 1월 30일)

## ㄹ
- V 라라랜드 HD (2018년 9월 15일 ~ 2018년 10월 20일)
- DR 로스:타임:라이프 HD (2015년 7월 9일 ~ 2015년 7월 16일)
- I 루트 사람사이 HD (2012년 2월 6일 ~ 2012년 5월 11일)

## ㅁ
- V 만나면 흥하리! 모란봉클럽 HD (2015년 9월 12일 ~ )
- V 맘대로 가자 HD (2017년 3월 20일 ~ 2017년 5월 15일)
- V 매직 컨트롤 HD (2017년 9월 3일 ~ 2017년 11월 26일)
- V 며느리 모시기 HD (2017년 4월 21일 ~ 2017년 8월 19일)
- I 메디컬 레시피쇼 아틀라스 HD (2014년 12월 28일 ~ 2015년 1월 11일)
- V 모녀기타 HD (2013년 3월 13일 ~ 2013년 6월 3일)
- S 모닝 뉴스쇼 깨 HD (2011년 12월 2일 ~ 2012년 2월 3일)
- S 모닝 뉴스 깨 HD (2012년 2월 6일 ~ 2012년 11월 9일)
- I 미각기행 오곡밥 HD (2012년 12월 24일 ~ 2013년 4월 19일)
- I 미스터리 사건파일 목격자 HD (2013년 1월 19일 ~ 2013년 1월 26일)
- V M 미스터트롯의 맛HD(2020년 3월 14일~현재)

## ㅂ
- DR 바벨 HD (2019년 1월 27일 ~ 2019년 3월 24일)
- I 박근형의 추적자 HD (2013년 1월 31일 ~ 2013년 4월 13일)
- V 반전상회 HD (2017년 9월 10일 ~ 2017년 11월 12일)
- V 배달 왔습니다 HD (2017년 5월 4일 ~ 2017년 8월 7일)
- I 백일섭의 진미천하 HD (2012년 10월 21일 ~ 2012년 10월 28일)
- V 별별톡쇼 HD (2017년 4월 7일 ~ )
- SI 보금자리 HD (2015년 6월 26일 ~ 2017년 4월 21일)
- S 보도본부 핫라인 HD (2017년 4월 3일 ~ )
- AN 부릉! 부릉! 브루미즈 HD (2011년 12월 3일 ~ 2011년 12월 14일)
- I 북잇수다 HD (2013년 1월 14일 ~ 2013년 3월 21일)
- S 북한, 사이드스토리 HD (2012년 11월 12일 ~ 2014년 1월 20일)
- AN 뽀롱뽀롱 뽀로로 (2011년 12월 5일 ~ 2011년 12월 14일)
- I 배드 레이서 (2011년 12월 ~ )
- DR 백년식당 HD (2016년 6월 7일 ~ 2015년 6월 28일)
- DR 백년의 신부 HD (2014년 2월 22일 ~ 2014년 4월 12일)
- S 브런치 경제 머니&우먼 (2011년 12월 8일 ~ 2012년 2월 3일)
- DR 바람과 구름과 비

## ㅅ
- V 사랑은 춤을 타고 HD (2014년 5월 25일 ~ 2014년 6월 15일)
- V 사랑의 콜센타
- I 생방송 광화문의 아침 HD (2015년 6월 8일 ~ 2017년 6월 30일)
- V 생존의 기술 HD (2013년 4월 22일 ~ 2013년 5월 25일)
- I 속설검증 고민잇쇼 (2023년 4월 18일 ~ 2024년 3월 5일)
- V 솔깃한 연예토크 호박씨 HD (2015년 6월 2일 ~ 2016년 9월 27일)
- DR 수상한 애견카페 HD (2015년 5월 30일)
- I 수취인 불명, 편지 HD (2011년 12월 6일 ~ 2011년 12월 27일)
- V 스타 고향맛집 HD (2017년 12월 17일 ~ 2017년 12월 31일)
- I 스타일쇼 이혜영의 여자& HD (2012년 1월 16일 ~ 2012년 4월 3일)
- V 스토리잡스 HD (2012년 11월 14일 ~ 2013년 2월 27일)
- DR 스트레인저6 HD (2012년 1월 27일 ~ 2012년 5월 4일)
- V 시사코미디 10PM HD (2011년 12월 10일 ~ 2011년 12월 17일)
- V 시골빵집 HD (2017년 9월 7일 ~ 2017년 11월 25일)
- S 신율의 시사열차 HD (2013년 1월 2일 ~ 2013년 9월 27일)

## ㅇ
- DR 아내스캔들 - 바람이 분다 HD (2014년 3월 18일 ~ 2014년 4월 8일)
- DR 아버지가 미안하다 HD (2012년 1월 23일)
- I 아시아 헌터 HD (2012년 2월 10일 ~ 2013년 6월 28일)
- V 아이돌 잔치 HD (2016년 11월 21일 ~  2017년 3월 14일)
- V 아재독립 만세! 거기서 만나 HD (2017년 4월 25일 ~  2017년 6월 6일)
- V 앞치마 휘날리며 HD (2015년 7월 30일 ~ 2015년 10월 10일)
- V 애정통일 남남북녀 HD (2014년 7월 4일 ~ 2015년 6월 19일)
- V 애정통일 남남북녀 시즌 2 HD (2015년 7월 17일 ~ 2017년 4월 7일)
- I 엄마의 봄날 HD (2015년 6월 6일 ~ )
- V 여기자 삼총사가 간다 HD (2013년 8월 23일 ~ 2015년 5월 8일)
- V 여자가 욱하는 데는 이유가 있다 HD (2018년 6월 22일 ~ )
- V 연애의 맛 HD (2018년 9월 16일 ~ )
- V 연예 in TV HD (2011년 12월 2일 ~ 2012년 10월 26일)
- I 연예해부, 여기자 삼총사가 간다 HD (2013년 8월 23일 ~ 2015년 5월 8일)
- I 열린 비평 TV를 말하다 HD (2011년 12월 9일 ~ )
- V 여배우들 HD (2012년 5월 ~ )
- V 연예가 X파일 HD (2015년 8월 13일 ~ 2016년 5월 19일)
- I 영상추적 NOW (2011년 12월 15일 ~ 2012년 2월 2일)
- V 영수증을 보여줘 HD (2015년 9월 11일 ~ 2015년 10월 23일)
- V 영웅삼국지 HD (2017년 7월 7일 ~ 2017년 8월 25일)
- V 영화 보기 좋은 날 HD (2012년 2월 12일 ~ 2012년 4월 28일)
- V 우리, 더 늦기전에 HD (2017년 11월 26일 ~ 2017년 12월 30일)
- DO 월드특선다큐 HD (2011년 12월 2일 ~ 2012년 3월 14일)
- DR 웰컴 투 힐링타운 HD (2012년 6월 11일 ~ 2012년 7월 6일)
- DR 위대한 이야기 HD (2015년 3월 15일 ~ 2015년 5월 10일)  (tvN 합작 단막극)
- SI 이것은 실화다 HD (2014년 8월 18일 ~ 2016년 10월 24일)
- V 이경규의 진짜 카메라 HD (2015년 9월 15일 ~ 2015년 10월 13일)
- I 이사야사 HD (2019년 6월 12일 ~ )
- V 인스턴트의 재발견! 간편밥상 HD (2015년 9월 10일 ~ 2015년 10월 29일)
- DO 인생다큐 마이웨이 HD (2016년 6월 19일 ~ )
- DR 어쩌다 가족 (2020년 3월 29일 ~)

## ㅈ
- I 자연愛산다 HD (2017년 1월 11일 ~ 2017년 10월 3일)
- V 재밌는 세상구경 오중주 HD (2015년 6월 25일)
- V 정보끝판왕 황금마차 HD (2015년 6월 28일 ~ 2015년 8월 2일)
- I 정보통 광화문 640 HD (2017년 7월 3일 ~ )
- I 정진홍이 끝까지 간다 HD (2015년 6월 18일 ~ 2015년 8월 2일)
- I 좋은 일이 생깁니다
- DR 조선생존기 HD (2019년 6월 8일 ~ )
- DR 지운수대통 HD (2012년 4월 21일 ~ 2012년 6월 24일)

## ㅊ
- DR 최고의 결혼 HD (2014년 9월 27일 ~ 2014년 12월 27일)
- S 최.박의 시사토크 판 HD (2011년 12월 1일 ~ )
- V 최현우 노홍철의 매직홀 HD (2011년 12월 25일 ~ 2012년 6월 23일)
- I 추적자 HD (2014년 8월 9일 ~ 2014년 8월 30일)
- S 축구夜 놀자, 오! K리그 HD (2012년 5월 25일 ~ 2012년 12월 7일)
- V 친정엄마 HD (2017년 9월 11일 ~ 2017년 10월 16일)

## ㅋ
- I 코리아 헌터   (2012년 11월 7일 ~ 2014년 11월 26일)
- V 코미디쇼 코코아 HD (2012년 1월 14일 ~ 2012년 3월 3일)
- I 크로스미디어 WHY? (2011년 12월 11일 ~ 2012년 3월 17일)

## ㅌ
- S 탐사보도 세븐 HD (2017년 8월 30일 ~ )
- V 토크쇼 노코멘트 HD (2012년 2월 17일 ~ 2012년 5월 11일)
- I 토요명화극장 HD (2017년 7월 8일 ~ )

## ㅍ
- DR 파랑새는 있다 HD (2014년 1월 31일 ~ 2014년 2월 2일)
- I 팡팡터지는 정보쇼 알맹이 (2018년 12월 16일 ~ )
- DR 프로포즈 대작전 HD (2012년 2월 8일 ~ 2012년 3월 29일)
- V 파트라슈 HD (2017년 9월 9일 ~ )

## ㅎ
- DR 한반도 HD (2012년 2월 6일 ~ 2012년 4월 3일)
- V 한집 살림 HD (2018년 10월 24일 ~ )
- I 행복한 저녁 (2017년 4월 10일 ~ 2017년 6월 30일)
- V 헬로 차이나 HD (2015년 6월 27일 ~ 2015년 8월 1일)
- AN 헬로! 코코몽 HD (2011년 12월 8일 ~ 2011년 12월 10일)
- V 헬로헬로 HD (2013년 5월 22일 ~ 2013년 10월 2일)
- I 홍혜걸의 닥터 콘서트 (2012년 10월 23일 ~ 2014년 3월 11일)

## 숫자 또는 영문
- V 5000만의 나눔퀴즈쇼 주세요 HD (2018년 7월 8일 ~ )
- F ER HD (2011년 12월 5일 ~ 2012년 2월 23일)
- M P.S. I Love You 박정현 HD (2011년 12월 7일 ~ 2012년 3월 3일)
- S TV조선 뉴스 날 HD (2011년 12월 1일 ~ 2012년 9월 16일)
- S TV조선 뉴스와 생활경제 HD (2012년 2월 6일 ~ 2012년 4월 6일)
- S TV조선 뉴스와 날씨 HD (2012년 2월 6일 ~ 2012년 4월 6일)
- S TV조선 네트워크뉴스 HD (2011년 12월 5일 ~ 2012년 2월 3일)
- S TV조선 마감뉴스 HD (2011년 12월 1일 ~ 2012년 2월 3일)
- V TV로펌 법대법 HD (2013년 7월 11일 ~ 2015년 3월 28일)
- DO TV조선 스페셜 HD (2011년 12월 9일 ~ 2012년 2월 3일)
- S TV조선 주말뉴스 7 HD (2012년 9월 22일 ~ 2015년 9월 6일)
- S TV조선 스포츠뉴스 HD (2012년 2월 6일 ~ 2012년 4월 27일)
- S TV조선 정오뉴스 HD (2011년 12월 2일 ~ 2012년 11월 25일)
- S TV조선 뉴스 12 HD (2013년 4월 18일 ~ 2015년 5월 9일)
- S TV조선 오후뉴스 HD (2011년 12월 2일 ~ 2012년 9월 16일)
- I TV조선 프리미어쇼 HD (2011년 12월 1일)

## 같이 보기
- 한국방송공사의 텔레비전 프로그램 목록
- 한국교육방송공사의 텔레비전 프로그램 목록
- 문화방송의 텔레비전 프로그램 목록
- SBS의 텔레비전 프로그램 목록
- OBS경인TV의 텔레비전 프로그램 목록
- KNN의 텔레비전 프로그램 목록
- tvN의 텔레비전 프로그램 목록
- OCN의 텔레비전 프로그램 목록
- JTBC의 텔레비전 프로그램 목록
- 매일방송의 텔레비전 프로그램 목록
- 채널A의 텔레비전 프로그램 목록